# Scinax quinquefasciatus
La rana de lluvia polizona (Scinax quinquefasciatus) es una especie de anfibio anuro de la familia Hylidae. Habita en Colombia y Ecuador.
Sus hábitats naturales incluyen bosques tropicales o subtropicales secos, zonas de arbustos, marismas intermitentes de agua dulce, plantaciones, jardines rurales, áreas urbanas, zonas previamente boscosas ahora muy degradadas, estanques, canales y diques.